# 似横果薹草
似横果薹草（学名：Carex subtransversa）是莎草科薹草属的植物。分布在台湾、菲律宾、日本以及中国大陆的浙江等地，生长于海拔1,300米至2,500米的地区，多生在林下湿地和草地，目前尚未由人工引种栽培。